# Rubus iceniensis
Rubus iceniensis är en rosväxtart som beskrevs av Alan Newton och H.E. Weber. Rubus iceniensis ingår i släktet rubusar, och familjen rosväxter. Inga underarter finns listade i Catalogue of Life.